# Real Avilés Club de Fútbol
El Real Avilés Club de Fútbol és un club de futbol de la ciutat d'Avilés al Principat d'Astúries.

## Història
El 1903 es funda l'Avilés Sport Club (primer club de futbol de la ciutat), reanomenat a partir de 1906  Círculo Industrial y de Sport  (a l'unir-se amb la Sociedad Obrera Industrial). Cap al 1915, any en què es crea l'Stadium Club Avilesino. Amb aquest nom el club va arribar a jugar a Segona Divisió. El club va haver de canviar la seva denominació després de la Guerra Civil, ja que el règim franquista no li va permetre conservar termes estrangers en el seu nom. La nova denominació va ser Real Avilés Club de Futbol. Amb aquest nom va tornar a la Segona Divisió durant algunes temporades dels anys cinquanta. En aquesta dècada, l'Empresa Nacional Siderúrgica (Ensidesa) va promoure la creació del Club Deportivo Llaranes, que el 1965 esdevingué Club Deportivo Ensidesa. El 1983 ambdós clubs es van unir, tot i que el club segueix conservant la mateixa antiguitat federativa del Real Avilés C.F., creant el Real Avilés Industrial.
El club va començar la seva trajectòria a la Segona Divisió B, essent el seu major èxit arribar a la Segona Divisió les temporades 90/91 i 91/92. Aquest any es va constituir en Societat Anònima Esportiva. Des de la temporada 2004-2005 al baixar de categoria, milita a la Tercera divisió.
L'actual Estadi Nuevo Román Suárez Puerta va ser inaugurat el 1999. Aquest estadi és el resultat de les obres de remodelació i ampliació de l'antic Román Suárez Puerta nel barri de Les Meanes. Durant uns anys va jugar també al Muro de Zaro, al barri de Llaranes.
Evolució del nom:
- Sport Club Avilesino (1903–1906)
- Círculo Industrial y de Sport de Avilés (1906–1915)
- Stadium Club Avilesino (1915–1925)
- Real Stadium Club Avilesino (1925–1931)
- Stadium Club Avilesino (1931–1940)
- Real Avilés Club de Fútbol (1940–1983)
- Real Avilés Industrial Club de Fútbol (1983–1992)
- Real Avilés Industrial Club de Fútbol, SAD (1992–2010)
- Real Avilés Club de Fútbol, SAD (2010–)

## Palmarès
- Campionat d'Espanya d'Aficionats: 
  - 1940[6]